# Віллальфонсіна
Віллальфонсіна (італ. Villalfonsina) — муніципалітет в Італії, у регіоні Абруццо,  провінція К'єті.
Віллальфонсіна розташована на відстані близько 175 км на схід від Рима, 100 км на схід від Л'Аквіли, 39 км на південний схід від К'єті.
Населення — 964 особи (2014).
Покровитель — Sant'Irene.

## Демографія
Населення за роками:

Станом на 1 січня 2023 року в муніципалітеті офіційно проживали 92 іноземці з 12 країн, серед них 55 громадян країн Євросоюзу.

## Сусідні муніципалітети
- Казальбордіно
- Пальєта
- Торино-ді-Сангро